# Боровець Борис Тимофійович
Бори́с Тимофі́йович Борове́ць (5 грудня 1948, за паспортом 3 січня 1949; село Яцьковичі, Березнівський район, Рівненська область) — український письменник, журналіст, редактор.
Член Національної спілки письменників України від 2000 року. Член Національної спілки журналістів України від 1991 року.

## Життєпис
Народився 5 грудня 1948 року (за паспортом 3 січня 1949 року) в селі Яцьковичі в селянській родині. Закінчив місцеву восьмирічну та Балашівську середню школи. 1971 року закінчив філологічний факультет Рівненського педагогічного інституту.
Учителював у селі Голубне Березнівського району. Згодом освоїв фах журналіста. У 1972—1974 роках працював кореспондентом-організатором районного радіомовлення.
Потім Боровця обрали другим секретарем Березнівського райкому комсомолу, далі — першим. У 1980-х роках був працівником райкому партії.
1985 року закінчив Вищу партійну школу при ЦК КПУ (відділення журналістики).
Від 1990 року заступник редактора, від 1991 року — головний редактор березнівської газети «Надслучанський вісник» (Рівненська область).
Один раз обирався депутатом селищної ради, чотири рази — районної ради.
Працює головним редактором газети «Надслучанський вісник».
За літературну діяльність нагороджувався Почесними грамотами НСПУ,  обласної та районної рад і держадміністрацій, за публіцистичну - Золотою медаллю української журналістики. У 2014 році нагороджений літературною премією імені Світочів.

## Твори
- Поетичні збірки:
  - «На берегах печалі». — Рівне, 1993.
  - «Перехресні дороги». — Рівне, 1995.
  - «Пророчий знак полів». — Березне, 1998.
  - «Голос трави». - Рівне, 1999.
  - «Поліття». — Рівне, 2007.⇐
  - «65 на 65». — Рівне, 2013.
- Прозові твори:
- «Фанат, або Хроніка одного життя» . — Рівне, 2000, 2015.
- «На своїй землі» : альманах. — Рівне, 2003.
- «Заглада» : Роман — мозаїка. — Рівне, 2016.
- «Омана». — Київ, 2020.
- Літературні портрети:
  - «Леонід Куліш-Зіньків» (2002).
  - «Петро Велесик. Літературний портрет» (2003).
  - «Михайло Яцковський у документах, віршах та листах» (2010).
  - «Поліссям народжене слово. Літературні портрети» (2012).
- Публіцистична книга-діалог «Поклик творчості. Бесіди про літературу і життя» (2003) — у співавторстві з Андрієм Кондратюком.
- Книга есеїв і листування «У пам'яті і в серці» (2015).
- Переклади віршів російських, білоруських і німецьких авторів.